# SYMPHONIA (ラジオ番組)
『SYMPHONIA』（シンフォニア）は、2010年10月1日から2020年3月27日までTOKYO FMで放送されていた音楽番組。

## 概要
- クラシック音楽をノンストップで放送する番組。

## 放送時間
- 月曜 5:00 - 5:55・火曜 - 金曜 4:00 - 5:55（放送開始 - 2015年3月）
- 月曜 5:00 - 6:00・火曜 - 金曜 4:00 - 6:00 （2015年4月 - 2016年12月）
  - 2015年3月まで5:55 - 6:00に放送していた『明日に架ける橋〜健康スイッチ〜』終了のため時間拡大。
- 月曜 5:00 - 5:55・火曜 - 金曜 4:00 - 5:55（2017年1月 - 9月）
  - 2017年1月からは5:55 - 6:00に『法人会「賢者の名言」』が放送されるのため時間短縮。
- 火曜 - 金曜 4:00 - 5:00（2017年10月 - 2019年3月）
  - 2017年10月からは5:00 - 5:55に『JET STREAM』の再放送が放送されるため、5時台の放送を取りやめ。
- 金曜 4:00 - 5:00（2019年4月2日 - 2020年3月27日）